# Potolirea furtunii

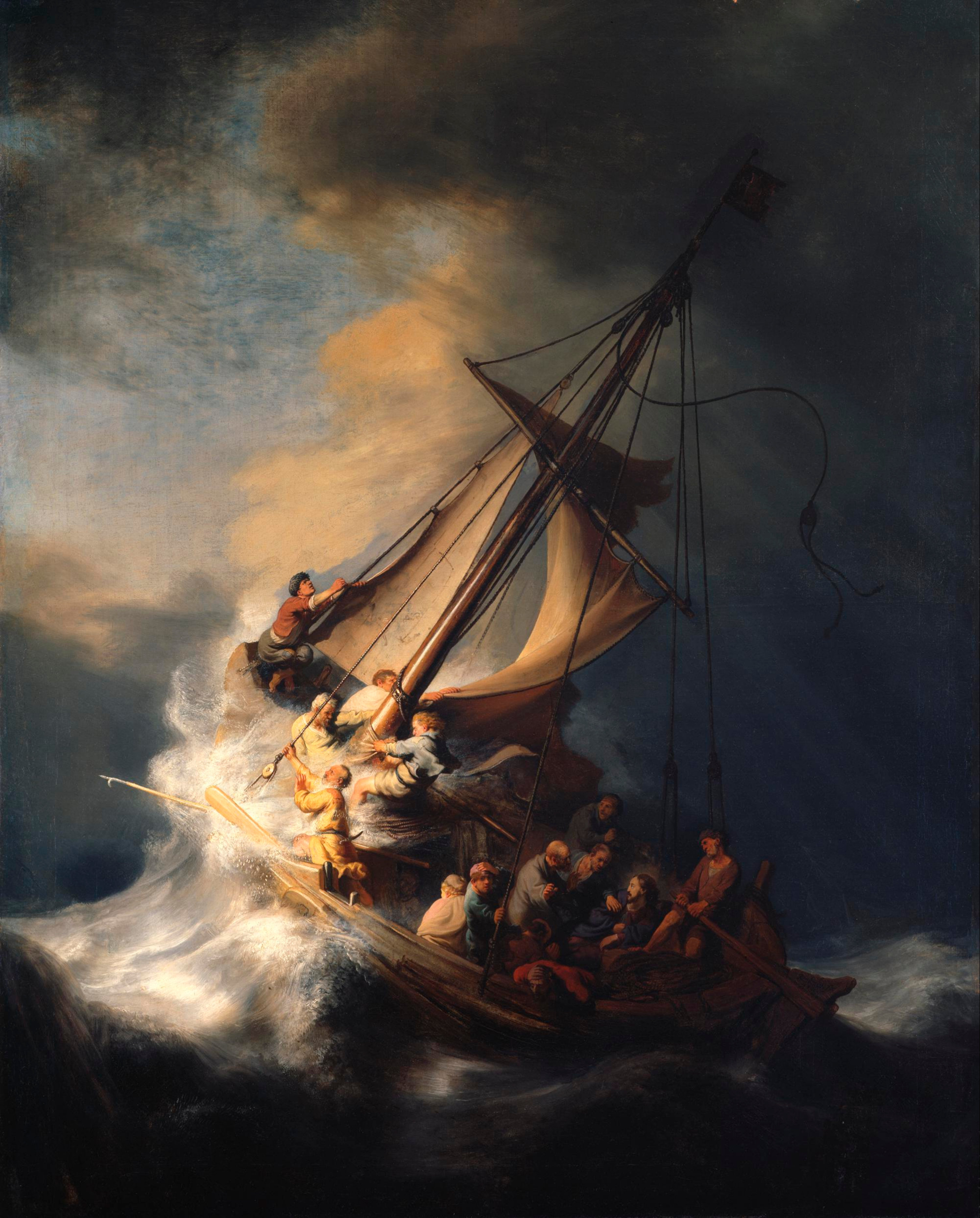
Furtuna de pe Marea Galileei de Rembrandt, 1632.

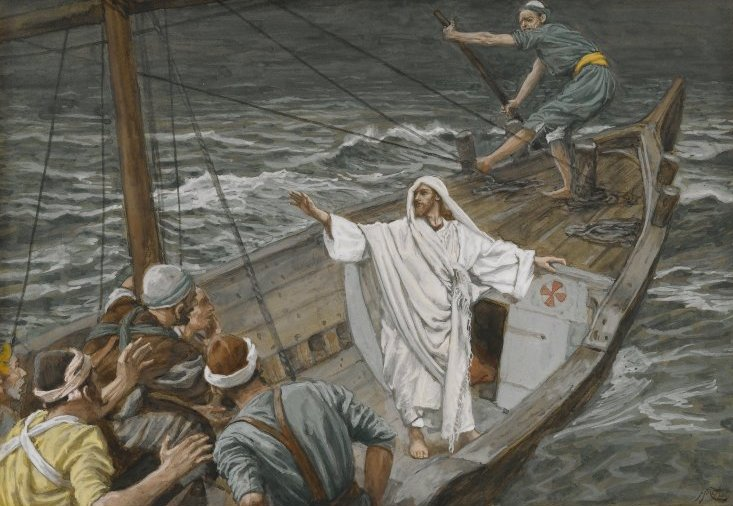
James Tissot - Iisus potolind furtuna (Jésus calmant la tempête) - Muzeul Brooklyn

Potolirea furtunii este una din minunile lui Iisus, consemnată în Evanghelia după Matei (8:23-27), în cea după Marcu (4:35-41) și în cea după Luca (8:22-25).
În conformitate cu evangheliile, Iisus din Nazaret și ucenicii săi traversau într-o seară Marea Galileii cu o corabie când a izbucnit o furtună puternică, cu valuri care se prăvăleau peste corabie, astfel încât așa corabia era cât pe ce să se scufunde. Iisus era în partea din spate a corabiei, dormind pe un căpătâi, dar ucenicii l-au trezit și i-au spus: "Învățătorule, nu-ți pasă că ne înecăm?" Evanghelia după Marcu consemnează următoarele:

El s-a ridicat, a certat vântul și a poruncit mării: "Taci! Liniștește-te!" Și vântul s-a potolit și s-a făcut liniște mare. El le-a spus ucenicilor: "De ce vă este atât de frică? Încă nu aveți credință?" Ei erau înfricoșați și se întrebau unul pe altul: "Cine este acesta? Până și vântul și valurile îl ascultă!"

Autorul Michael Keene comentează că Marea Galileei era cunoscută pentru furtunile ei năprasnice care începeau din senin și că evreii erau un popor de uscat care nu se simțea bine pe mare, deoarece ei credeau că marea este plină de creaturi înfricoșătoare.
Autorul John Clowes comentează că, punând întrebarea "De ce vă este atât de frică?", Iisus le cere ucenicilor să caute în propriile minți cauza și originea fricii, pentru ca ei să realizeze că frica își are originea în gândirea și trăirea omenească, diferite de gândirea și trăirea spirituală. Apoi, întrebându-i "Încă nu aveți credință?", Iisus arată spre o slăbiciune în principiile lor spirituale.
Clowes mai comentează că, prin ultima întrebare, Iisus își învață ucenicii, iar prin ei toate generațiile viitoare ale omenirii, că frica este un rezultat al puținei lipse de credințe în mintea omenească.